# Chicken Rock

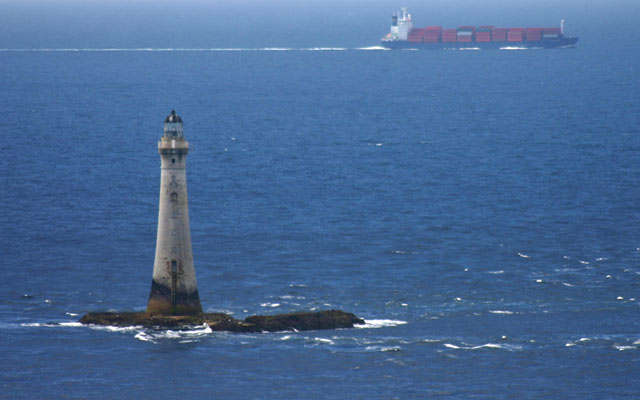
Fyren på Chicken Rock.

Chicken Rock (manx: Carrick ny Kirkey) är en ö eller snarare en klippa som tillhör Rushen, Isle of Man. Den är Isle of Mans sydligaste ö. På Chicken Rock finns en 44 meter hög fyr som två ingenjörer, David och Thomas Stevenson, designade då det konstaterats att fyren på Calf of Man inte var tillräckligt effektiv att varna fartyg. Chicken Rocks fyr byggdes i granit och togs i bruk den 1 januari 1875.